# Wola Błażowska
Wola Błażowska – wieś na Ukrainie w rejonie samborskim należącym do obwodu lwowskiego. 
W II Rzeczypospolitej wieś w powiecie samborskim w woj. lwowskim.
3 września 1943 nacjonaliści ukraińscy z OUN-UPA zamordowali tutaj 9 Polaków, rabując i paląc polskie zagrody